# 비주권군주제
비주권군주제(non-sovereign monarchy) 또는 지방군주제(subnational monarchy), 구성군주제(constituent monarchy)는 군주정(지리적 영토이든 민족 집단이든)의 수장과 정체 자체가 자신보다 더 높은 현세적 권위에 복종하는 군주제이다. 역사적인 예시로는 독일 제국의 구성국이나 영국 통치 시절 인도 제국의 번왕국이 있으며, 오늘날 대표적인 비주권군주로는 남아프리카 공화국 헌법에서 권력이 유래한 줄루족의 왕이 있다.

## 구조와 형성
이러한 상황은 아랍에미리트(역사적으로 독립된 7개 토후국이 현재 연방의 구성국 역할을 하고 있으며, 대통령은 아미르 중에서 선출됨)와 같이 공식적인 형태로 존재하거나, 이론적으로 독립된 영토가 더 강력한 이웃 국가나 외세에 봉건적 종속 상태에 있는 보다 비공식적인 형태(영국령 인도 번왕국의 위치)로서 실질적인 목적으로 국가 업무를 방해 없이 수행할 수 없다는 점에서 주권이 부족하다고 말할 수 있는 경우 등 다양한 형태로 존재할 수 있다. 가장 공식화된 형태는 연방군주제로 알려져 있는데, 소규모 구성 군주국과 중앙정부(자체 영토를 가질 수도 있고 그렇지 않을 수도 있음)의 관계는 미국과 같은 공화국의 연방 정부와 주 정부 간의 관계와 유사하다. 주권군주제와 마찬가지로 세습군주제와 선거군주제가 모두 존재한다.
대부분의 국가에서 군주제를 사용하던 20세기 이전에는 공식적, 비공식적 군주제가 모두 일반적이었다. 그러나 지난 세기 동안 많은 군주정이 공화정으로 바뀌었고, 남아 있는 군주들은 일반적으로 국가의 공식적인 주권자이다. 그 자체로 군주제가 아닌 일부 주에서는 (일반적으로 국가 전통을 육성하기 위한 목적으로) 지방군주제도 존재한다.
군주가 정치를 통제하는 정도는 매우 다양하며, 아랍에미리트처럼 군주가 국내적으로 막강한 권한을 갖는 경우도 있고, 정책 결정권이 거의 또는 전혀 없는 경우도 있다(오늘날 수많은 민족 군주의 경우). 일부 국가에서는 군주의 지위가 공식적인 헌법적 권한이 전혀 없이 순전히 전통적이거나 문화적인 성격일 수도 있다.